# Friona
La ville de Friona est située dans le comté de Parmer, dans l’État du Texas, aux États-Unis. Sa population s’élevait à 4 123 habitants lors du recensement de 2010, estimée à 3 898 habitants en 2016.

## Histoire
Friona a été établie en 1906 sous le nom de Frio (« froid » en espagnol).

## Source
- (en) Cet article est partiellement ou en totalité issu de l’article de Wikipédia en anglais intitulé « Friona, Texas » (voir la liste des auteurs).